# Vittorio Florio
Vittorio Florio (Vercelli, 8 novembre 1902 – ...) è stato un calciatore italiano, di ruolo attaccante.

## Carriera
Giocò in massima serie nella stagione 1924-1925, scendendo in campo 5 volte senza mai segnare, e in terza serie nella stagione 1929-1930, giocando 7 partite e segnando 4 gol, per un totale di 12 presenze e 4 gol in due stagioni.